# Achual
Achual (Achuar, Achuara, Achuare, Achuale), indijanski narod porodice Jivaroan, naseljen u šumama s obje strane rijeke Pastaza, što se prostiru u podnožju Anda u graničnom području Ekvadora i Perua. Pokoriti su ih htjeli još stari Inke, ali su odustali nakon nekoliko krvavih okršaja. Do sredine 19. stoljeća kontakti sa Španjolcima su rijetki i nepredvidivi, a kasnije se donekle povećavaju jedino zbog trgovine, pogotovo metalne i tekstilne robe. I u prve tri dekade 20 stoljeća kolonizacija njihovog područja je veoma slaba, uspostavila se jedino katolička salezijanska misija.
Tek otkriče zlata na njihovu će zemlju dovesti mnoštvo autsajdera i izazvat nasilje, na što će salezijanci reagirat pritiskom na vladu, da uspostavi mirne odnose s Achualama. Iako se akulturacija povećava, i u posljednje 4 dekade 20. stoljeća žive u relativnom izolaciji koja čuva njihov plemenski identitet.
Achuali žive od uzgoja slatke manioke, kukuruza i drugih proizvoda obiteljskog vrtlarstva. Potreba za kupovanjem trgovačke robe tjera ih da više vremena provode zarađujući dnevne nadnice. Ima ih oko 5 000.

## Vanjske poveznice
- The Achuar
- The Achuar of Peru  Arhivirana inačica izvorne stranice od 19. prosinca 2014. (Wayback Machine)
- Indigenous Religious Traditions: Achuar and the Amazon Basin  Arhivirana inačica izvorne stranice od 19. prosinca 2014. (Wayback Machine)
- The Achual People